# Philactis
Philactis es un género de plantas fanerógamas perteneciente a la familia de las asteráceas.  Comprende 5 especies descritas y de estas, solo 3 aceptadas.

## Taxonomía
El género fue descrito por Heinrich Adolph Schrader y publicado en Index Seminum (Goettingen) 1831: 4. 1831. La especie tipo es Philactis zinnioides Schrad.

## Especies aceptadas
A continuación se brinda un listado de las especies del género Philactis aceptadas hasta julio de 2012, ordenadas alfabéticamente. Para cada una se indica el nombre binomial seguido del autor, abreviado según las convenciones y usos.
- Philactis fayi A.M.Torres
- Philactis nelsonii (Greenm.) S.F.Blake
- Philactis zinnioides Schrad.